# Stankauer Teich
Der Stankauer Teich (tschechisch Staňkovský rybník) ist ein Teich in Südböhmen. Er liegt östlich von Staňkov an der Staatsgrenze zwischen Tschechien und Österreich. Der gestauten Wassermenge nach ist er mit 6,6 Millionen Kubikmetern der größte Fischteich Tschechiens, mit einer Maximaltiefe von 16 Metern beim Damm auch der tiefste. Am nordöstlichen Uferstreifen verläuft die Grenze zu Österreich. Gespeist wird er vom Neumühlbach (Koštěnický potok).

## Geographie
Der Teich befindet sich am Übergang der Javořická vrchovina zum Wittingauer Becken/Třeboňská pánev. Sein Damm liegt bei der Gemeinde Staňkov in einem Höhenrücken. Der Teich umfasst die östlich davon gelegene Senke und erstreckt sich dann über fünfeinhalb Kilometer im dahinterliegenden Tal des Neumühlbaches / Koštěnický potok entlang der tschechisch-österreichischen Grenze bis zum Černý kříž. Am nordöstlichen Ufer befindet sich auf österreichischem Gebiet im Rottaler Forst ein Meridianstein, der den Schnittpunkt des 15. Längenkreises und 49. Breitenkreises kennzeichnet.
Der Stankauer Teich wird größtenteils von Wäldern umschlossen. Auf österreichischer Seite sind dies der Hüttenforst und der Rottaler Forst, im Norden liegt der Zadní les (Hinterwald).
Umliegende Ansiedlungen sind Hajnice im Nordwesten, Rottal und Lerchenfeld im Nordosten, Waldhäuser, Josefstal und Kashof im Osten, Schlag im Südosten, Tundr, Pele, Moštěnice und Na Chalupách im Süden sowie Staňkov im Südwesten.
Vom ursprünglichen Teich wurde die südliche Bucht durch einen Damm abgetrennt, woraus der Teich Špačkov entstand. Zusammen mit dem Nebenteich Špačkov hat der Stankauer Teich eine Wasserfläche von 273 ha.

## Geschichte
Der Teich wurde ab 1550 im Auftrag der Herren Kraiger von Kraigk auf Neubistritz durch den Teichbauer Mikuláš Ruthard z Malešova (Nikolaus Ruthard von Maleschau) in einem unbesiedelten Waldgebiet angelegt. Ursprünglich trug der Teich den Namen Soused. In den nachfolgenden Jahren siedelten sich um den Damm einzelne Bauern an und hundert Jahre später entstand darauf das Dorf Stankau/Staňkov. Im Laufe der Zeit erhielt der Teich den Namen Velký Bystřický rybník/Großer Bistritzer Teich und nach der weiteren Entwicklung des Ortes Staňkov wurde er als Stankauer Teich bzw. Staňkovský rybník bezeichnet.
Bei der Anlage des Stankauer Teiches wurde auf 160 m Länge ein 16 m hoher Erdschüttdamm errichtet. Hauptzweck des Bauwerks war es, das tiefer liegende Teichsystem um die Stadt Chlum u Třeboně/Chlumetz, für das ebenfalls Nikolaus Ruthard verantwortlich zeichnete, vor Überschwemmung zu schützen. Der Stankauer Teich war von Beginn an nicht als ein gewerblicher Fischteich, sondern eher als eine Talsperre angelegt. Die große Wassermenge, die er fassen sollte, gab bereits beim Bau Anlass zu Befürchtungen; tatsächlich brach der Damm bei einem extremen Hochwasser im Jahr 1581 und das Wasser ergoss sich bis zu den Teichen um Třeboň/Wittingau. Insgesamt erfüllte er aber seinen Zweck und half darüber hinaus, die umgebende Landschaft zu entwässern und für die Besiedlung vorzubereiten.
Wegen seiner Tiefe ist der Stankauer Teich auch für die moderne gewerbliche Teichwirtschaft ungeeignet. Er besitzt aber klares Wasser, einen sandigen Boden und am bewaldeten Ufer Sandstrände. Daher wird er vorwiegend von Badegästen und Sportanglern genutzt.
Die Nutzung des Teiches zu Erholungszwecken begann nach dem Ersten Weltkrieg. 1920 errichtete der YMCA ein Sommerlager. In den 1950er Jahren wurde der Teich durch den Bau des Eisernen Vorhangs unzugänglich und gehörte zum Sperrgebiet. Nach der Samtenen Revolution konnte das Gebiet wieder touristisch erschlossen werden. Am Westufer bei Staňkov bestehen mehrere Campingplätze am Teich.